# Sabha (gmina w Libii)
Sabha (arab. سبها, Sabhā) – gmina w Libii ze stolicą w Sabha.
Liczba mieszkańców – 94 tys.
Kod gminy – LY-SB (ISO 3166-2).
Sabha graniczy z gminami:
- Wadi asz-Szati – północ
- Al-Dżufra – wschód
- Marzuk – południe
- Wadi al-Hajat – zachód